# Tortula fuegiana
Tortula fuegiana là một loài Rêu trong họ Pottiaceae. Loài này được (Mitt.) Mitt. miêu tả khoa học đầu tiên năm 1869.